# Баром Рачеа V
Баром Рачеа V (1628 — грудень 1672) — король Камбоджі в другій половині XVII століття.

## Життєпис
Був одним із синів короля-регента Утая.
Прийшов до влади 1658 року за допомогою в'єтнамської армії. За таку допомогу В'єтнам зажадав сплати регулярної данини, окрім того в'єтнамці бажали для себе прав, рівних із кхмерами.
1660 року Баром Рачеа V був змушений придушувати повстання мусульман, які втратили всі свої привілеї, що їм були надані Раматіпаді. В результаті лідери мусульман утекли до Сіаму.
Був убитий у грудні 1672 року своїм племінником, який зійшов на престол під іменем Четти III.